# Pérola (álbum)
Pérola é um álbum de estúdio da cantora brasileira Elaine de Jesus, lançado em abril de 2004 e produzido por Jairinho Manhães, Dan Cleary e Paulo César Baruk. 
Carrega em seu repertório sucessos da carreira da intérprete, como "Manifestação da Glória", "Terremoto Santo" e "Pérola".
Tornou-se sua obra mais bem sucedida em vendas, totalizando 700 mil cópias vendidas no Brasil e em outros países. Em 2010 recebeu durante a gravação de seu primeiro DVD um Disco de Diamante por meio milhão de peças vendidas da obra. 
O disco garantiu, a Elaine e o fotógrafo Sérgio Menezes, o prêmio Troféu Talento de Melhor Projeto Gráfico. O disco foi bem avaliado pela crítica especializada em geral. Sendo eleito pelo portal O Propagador como o 7° melhor álbum de 2004.

## Faixas
1. Manifestação da Glória (Elizeu Gomes)
2. Pérola (Daniel e Samuel)
3. Deus, Tu És Bom (Israel Houghton - Versão: Sandra Scaff)
4. Terremoto Santo (Elizeu Gomes)
5. Vem Com Glória (Eddie James - Versão: Sandra Scaff)
6. Explodir de Poder (Rayssa)
7. Sua História Vai Mudar (Wellington e Jackson)
8. Não Condenes (Jorge Binah)
9. Explosão no Abismo (Elizeu Gomes)
10. Blindagem Indestrutível (Wilmar Siqueira)
11. Escrevendo Vitória (Elizeu Gomes)
12. Homenzinho Torto (Domínio Público)
13. Deus Por Excelência (Elizeu Gomes)
14. Let Your Glory Fill This Place (Eddie James)

## Ficha Técnica
- Produção executiva: Cristo Vencedor
- Direção geral: Elaine de Jesus
- Gravado, mixado e masterizado no Reuel Estúdio (RJ)
- Técnicos de gravação: Gerê Fontes Jr. e Paulo Fontes
- Mixagem: Gerê Fontes Jr. e Paulo Fontes
- Masterizado por Gerê Fontes Jr.
- Vocal: Jozyanne, Betânia Lima, Kátia Santana, Sula Maia, Lilian Azevedo, Janeh Magalhães, Flávia, Rafael Valeriano, Marquinhos Menezes, Jairo Bonfim e Wilian Nascimento
- Fotos e arte: Sérgio Menezes (Digital Design)

Músicas 1, 2, 3, 4, 5, 6, 7, 8, 9, 10, 11, 13 e 14:
- Produção musical e arranjos: Jairinho Manhães
- Produção musical e arranjos nas músicas 3, 5 e 14: Dan Cleary (Nashville, Tennessee-USA)
- Pianos: Rogério Vieira e Rafael Castilhol
- Teclados: Rogério Vieira
- Guitarra base: Mindinho
- Guitarra drive: Bene Maldonado
- Violão aço e nylon: Mindinho
- Violão flamenco: Mauro Costa Jr.
- Bateria: Sidão Pires
- Percussão: Zé Leal
- Acordeon: Lenno Maia
- Flauta solo: Jairinho Manhães
- Sax solo: Marcos Vianna
- Sax tenor: Marcos Bonfim
- Trompa: Ismael Oliveira
- Trompete: Márcio André
- Trombone: Robson Olicar
- Violinos: Alexandre Brasolim, Paulo Torres, Silvanira Bermudes e Francisco Freitas
- Arregimentação: Michele Brasolim
- Gravação de cordas no estúdio Trilhas Urbanas (Curitiba-PR)
- Técnicos de gravação: Marcelino Moraes

Música "Homenzinho Torto":
- Produção musical: Paulo César Baruk
- Arranjo: Paulo César Baruk e Banda Salluz
- Piano: Leandro Rodrigues
- Hammond B4: Luciano Claw
- Guitarra: Alexandre Mariano
- Contra-baixo: Fábio Aposan
- Bateria: Alexandre Aposan
- Sax tenor: Amintas Brasileiro
- Trompete: Mauro Boim
- Trombone: Marcelo Boim
- Vocal adulto: Queila Soares, Jisa Lima, André Almeida e Rodrigo Mozart
- Vocal infantil: Kamila, Eugênio Neto, Marquinhos, Pedrinho, Letícia, Lucas, Lari, Vanessa, Karol e Isabella
- Participações especiais: Keila, Julie e Larissa